# Anna Favella
Anna Favella (Róma, 1983. szeptember 21. –) olasz színésznő.

## Filmográfia
- Enrico Mattei - L'uomo che guardava al futuro (2008)
- Don Matteo (2009) –  Lisa
- Lázadók földje (Terra Ribelle) (2010–2012) – Elena
- Terra Ribelle - Il Nuovo mondo (2012) – Elena Giardini
- Mr. America (2013) – Penelope
- Il bello delle donne... alcuni anni dopo (2017) – Donata Carnevale
- Rózsák harca (tévésorozat) – Cristina Rontal (2017–2018)
- Luis Miguel: La Serie (tévésorozat) – Marcela Basteri (2018)